# Dorothea de Bavaria
Prințesa Dorothea de Bavaria (germană Dorothea Theresa Marie Franziska, Prinzessin von Bayern) (25 mai 1920 - 5 iulie 2015) a fost membră a Casei de Wittelsbach și prințesă de Bavaria prin naștere. Prin căsătoria cu Arhiducele Gottfried de Austria, Dorothea a devenit membră a liniei toscane a Casei de Habsburg-Lorena și Arhiducesă de Austria, Prințesă de Ungaria, Boemia și Toscana.

## Biografie
Dorothea a fost al cincilea copil și a patra fiică a Prințului Franz de Bavaria și a soției acestuia, Prințesa Isabella Antonie de Croÿ.
La 2 august 1938 Dorothea s-a căsătorit civil cu Arhiducele Gottfried de Austria, fiul cel mare al Arhiducelui Petru Ferdinand de Austria și a soției acestuia, Prințesa Maria Cristina de Bourbon-Două Sicilii, și religios la 3 august 1938, la Sárvár, Ungaria.  Dorothea și Gottfried au patru copii împreună:
- Arhiducesa Elisabeta de Austria (n. 2 octombrie 1939)
- Arhiducesa Alice de Austria (n. 29 aprilie 1941)
- Arhiducele Leopold Franz de Austria (n. 25 octombrie 1942)
- Arhiducesa Maria Antoinette de Austria (n. 16 septembrie 1950)